# Nghệ thuật Ai Cập cổ đại
Nghệ thuật Ai Cập cổ đại đề cập tới nền nghệ thuật được sản sinh trong thời kỳ Ai Cập cổ đại từ thế kỷ thứ 6 TCN cho tới thế kỷ thứ 4 SCN, trải dài từ Ai Cập thời tiền sử cho đến cuộc Kitô giáo hóa của Ai Cập thuộc La Mã. Nó bao gồm các bức tranh, tượng điêu khắc, bức vẽ trên giấy cói, đồ sứ, trang sức, ngà voi, kiến trúc, và các phương tiện nghệ thuật khác. Nó cũng rất bảo thủ: phong cách nghệ thuật thời kỳ này thay đổi rất ít qua thời gian. Phần nhiều những tác phẩm nghệ thuật còn sót lại tới từ các phần mộ và di tích, cung cấp thêm những hiểu biết về niềm tin vào kiếp sau của người Ai Cập cổ đại.
Trong tiếng Ai Cập cổ đại không có từ nào mang nghĩa "nghệ thuật". Các tác phẩm nghệ thuật phục vụ cho một mục đích về mặt chức năng thiết yếu bị ràng buộc với tôn giáo và ý thức hệ. Tạo nên một tác phẩm trong nghệ thuật tức là cho nó sự vĩnh cửu. Do đó, nghệ thuật Ai Cập cổ đại mô tả một cái nhìn phi thực, được lý tưởng hóa về thế giới. Không có một truyền thống biểu lộ nghệ thuật cá nhân đáng kể nào vì nghệ thuật phục vụ một mục đích duy trì trật tự rộng lớn và vĩ đại hơn.

## Nghệ thuật thời kỳ Ai Cập tiền triều đại (năm 6000–3000 TCN)

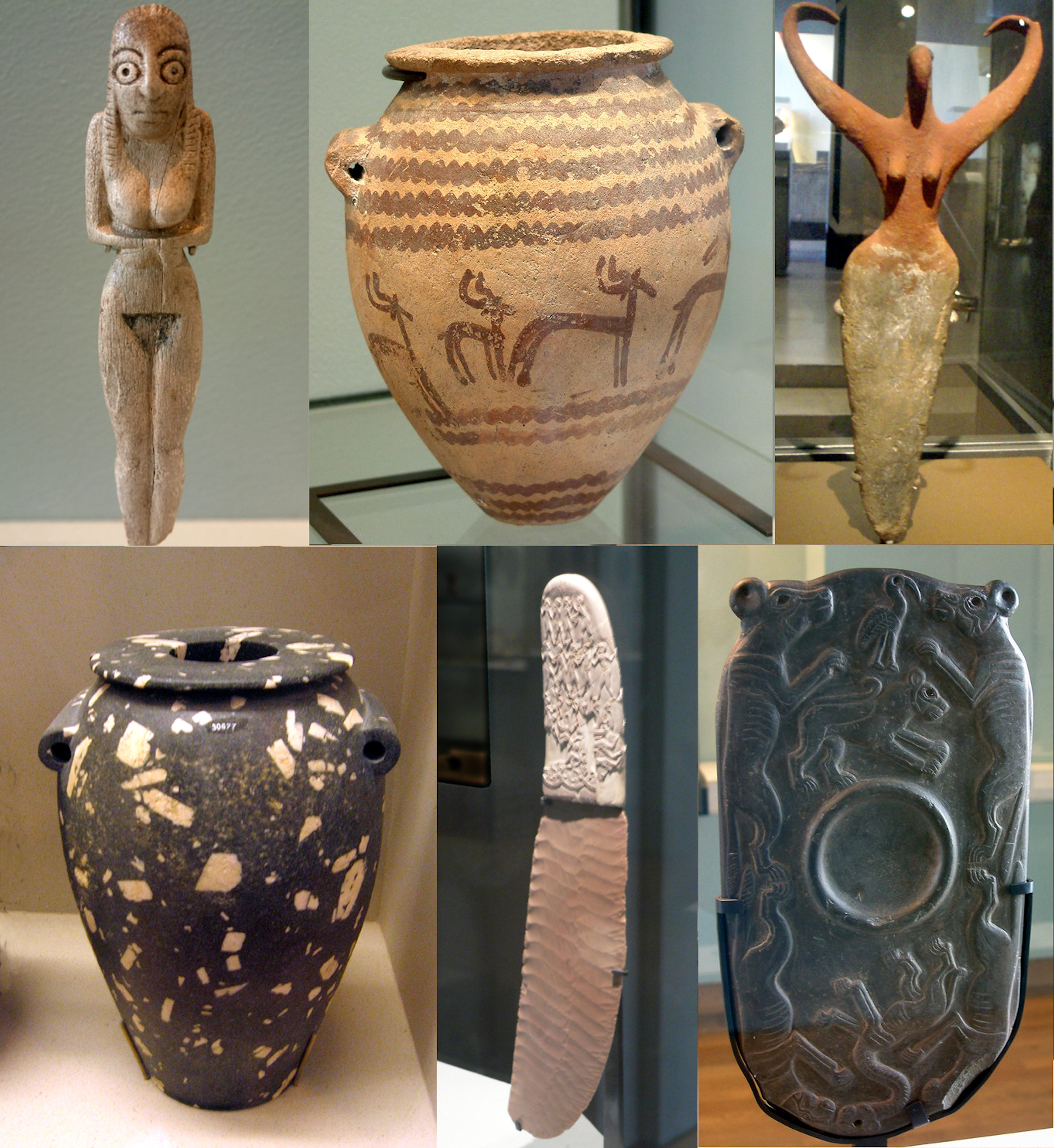
Đồ tạo tác của Ai Cập từ thời tiền sử, 4400–3100 TCN: theo chiều kim đồng hồ từ trên cùng bên trái: một bức tượng nhỏ bằng ngà voi Badaria, một chiếc lọ Naqada, một bức tượng nhỏ Bat, một bảng màu mỹ phẩm, một con dao đá lửa và một chiếc bình bằng Diorit

Ai Cập tiền triều đại, tương ứng với thời kỳ đồ đá mới của Ai Cập thời tiền sử, kéo dài từ khoảng năm 6000 TCN đến đầu Thời kỳ Sơ triều đại, khoảng năm 3100 TCN.
Việc sa mạc tiếp tục mở rộng đã buộc những tổ tiên đầu tiên của người Ai Cập phải định cư quanh sông Nin và áp dụng lối sống ít di chuyển hơn trong thời đại đồ đá mới. Giai đoạn từ năm 9000 đến 6000 TCN đã để lại rất ít bằng chứng khảo cổ học, nhưng vào khoảng năm 6000 TCN, các khu định cư thời đại đồ đá mới bắt đầu xuất hiện trên khắp đất nước Ai Cập. Các nghiên cứu dựa trên dữ liệu hình thái học, di truyền học và khảo cổ học đã cho rằng những khu định cư này là do những người di cư từ khu vực Lưỡi liềm Màu mỡ trở về trong cuộc Cách mạng đồ đá mới, mang lại nền nông nghiệp cho khu vực.

### Văn hóa Merimde (năm 5000–4200 TCN)
Từ khoảng năm 5000 đến 4200 TCN, nền văn hóa Merimde, thứ chỉ được biết đến từ một khu định cư lớn ở rìa đồng bằng sông Nin phía Tây, đã phát triển mạnh mẽ ở Hạ Ai Cập. Nền văn hóa này có mối liên hệ chặt chẽ với nền văn hóa Faiyum A cũng như là Levant. Mọi người sống trong những túp lều nhỏ, sản xuất đồ gốm đơn giản không trang trí và có công cụ bằng đá. Họ nuôi gia súc, cừu, dê và lợn và trồng lúa mì, lúa miến và lúa mạch. Người Merimde chôn người chết trong khu định cư và tạo ra các bức tượng nhỏ bằng đất sét. Chiếc đầu có kích thước như người thật bằng đất sét đầu tiên của Ai Cập đến từ Merimde.

### Văn hóa Badaria (4400–4000 TCN)
Văn hóa Badaria kéo dài từ khoảng năm 4400 đến 4000 TCN được đặt tên theo di chỉ Badari gần Der Tasa. Nó theo sau nền văn hóa Tasia (khoảng năm 4500 TCN) nhưng giống nhau đến mức nhiều người coi chúng là một giai đoạn kéo dài liên tục. Nền văn hóa Badaria tiếp tục sản xuất đồ gốm sứ đen (mặc dù đã được cải thiện nhiều về chất lượng) và được ấn định niên đại theo trình tự số 21–29. Sự khác biệt chính ngăn chặn các học giả khỏi việc sáp nhập hai giai đoạn lại làm một là việc các di chỉ Badaria ngoài đá ra còn sử dụng thêm cả đồng và do đó thuộc thời đại Đồ đồng đá, trong khi đó các di chỉ Tasia thời đại đồ đá mới vẫn được coi là thời đại đồ đá.

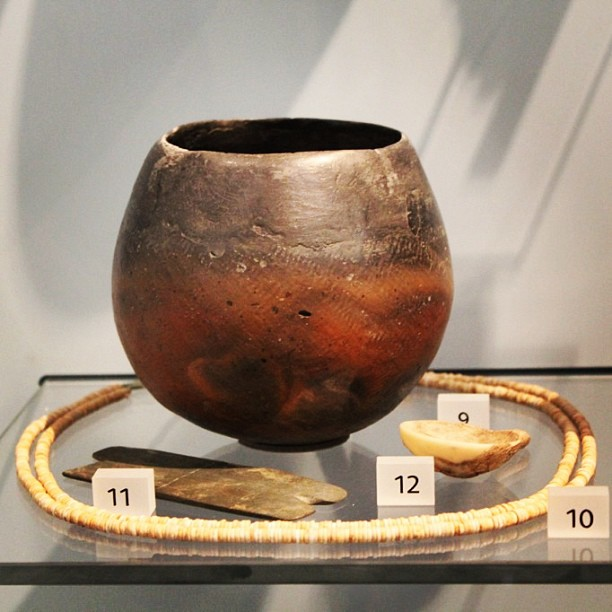
Mai táng thời kỳ Badaria. 4500–3850 TCN
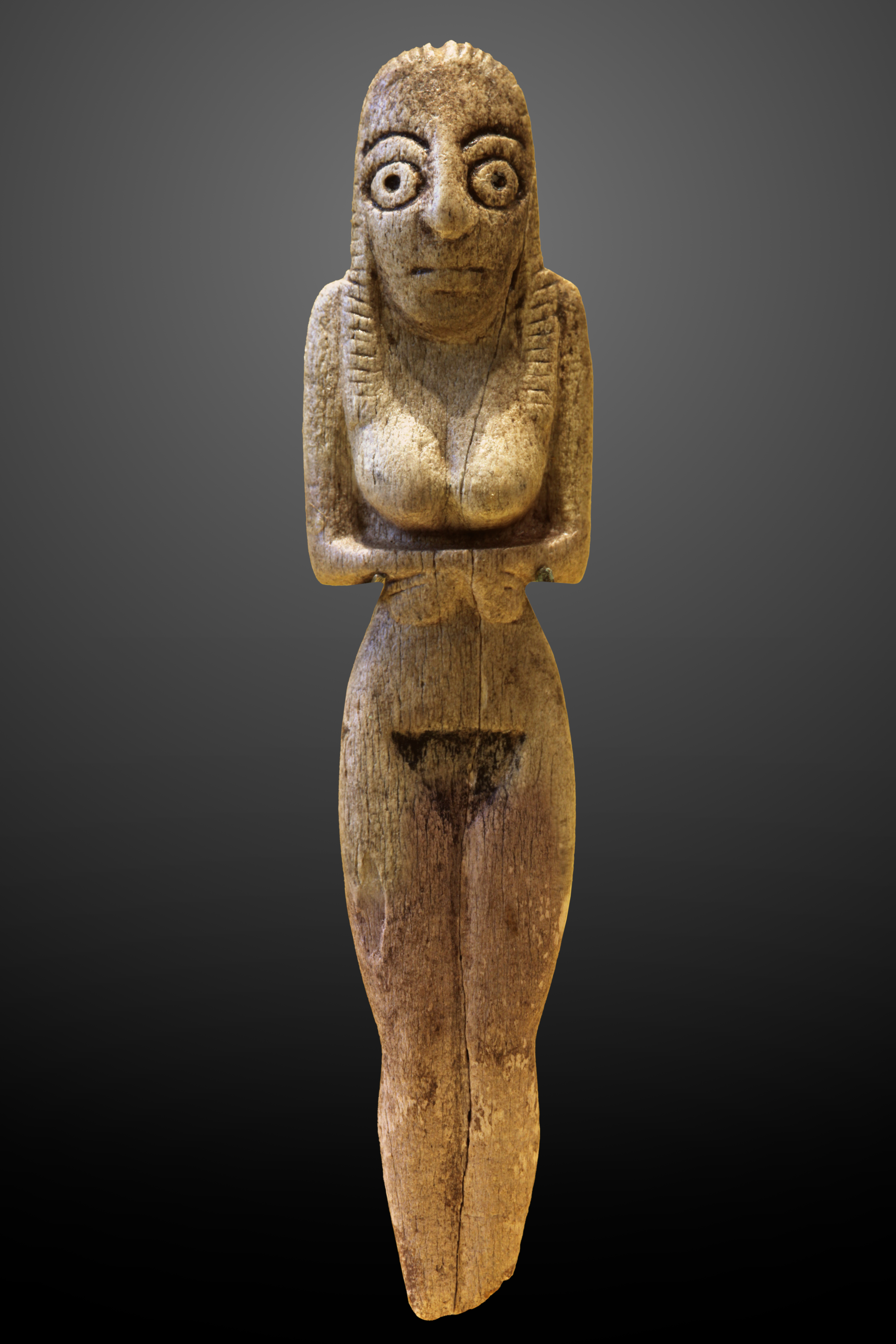
Bức tượng nhỏ của một người phụ nữ; 4400–4000  TCN; xương cá sấu; chiều cao: 8,7 cm; Viện bảo tàng Louvre
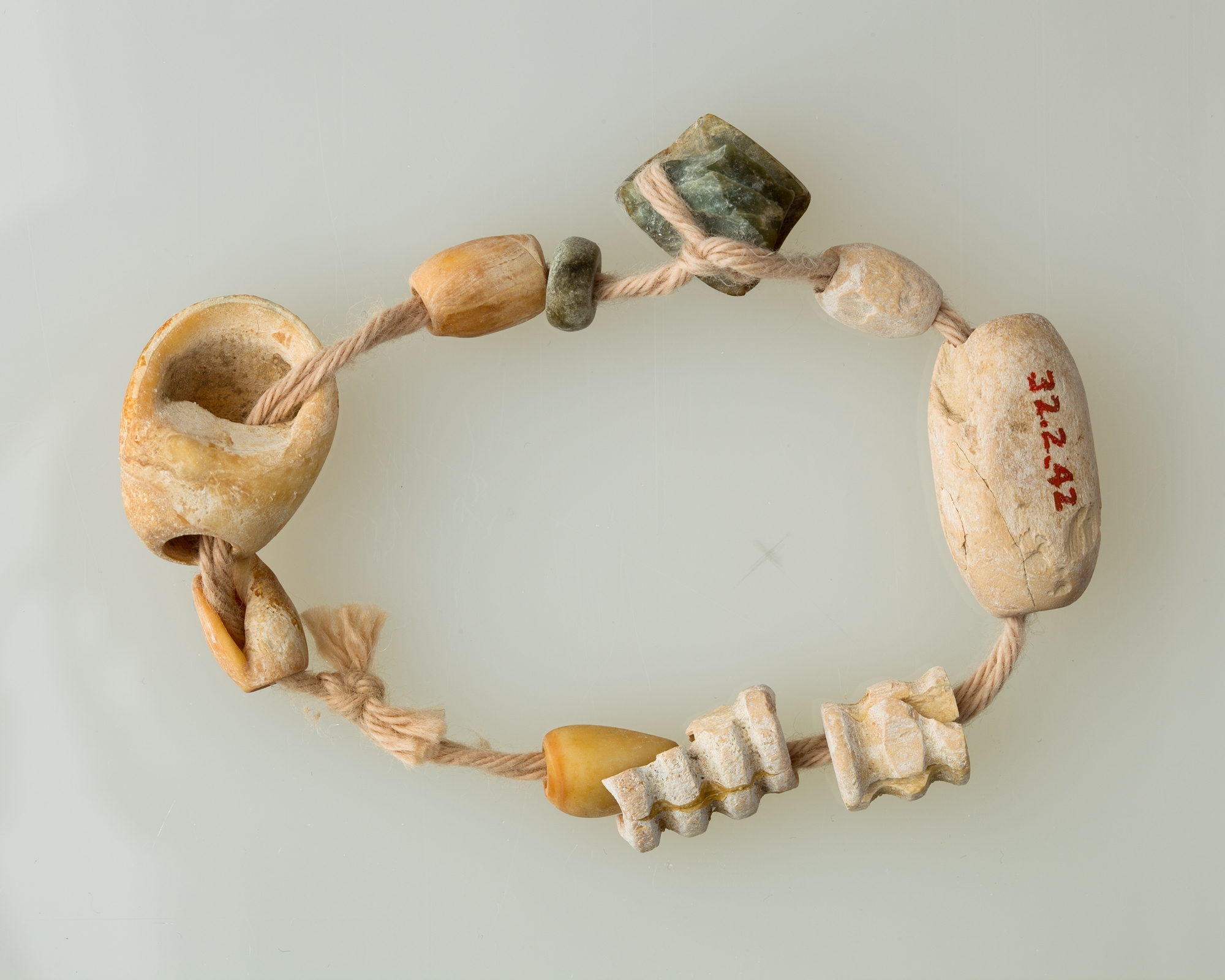
Chuỗi hạt; 4400–3800 TCN; hạt được làm từ xương, serpentinit và vỏ sò; chiều dài: 15 cm; Bảo Tàng Nghệ Thuật Metropolitan
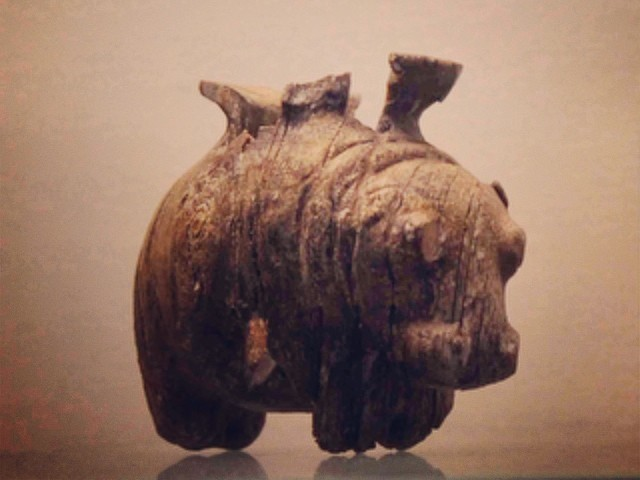
Bình hoa theo hình con hà mã, thời kỳ Tiền Triều Đại sớm, Badaria. Thiên niên kỷ thứ 5 TCN